# Schickedanz Open 1993
Lo Schickedanz Open 1993 è stato un torneo di tennis facente parte della categoria ATP Challenger Series nell'ambito dell'ATP Challenger Series 1993. Il torneo si è giocato a Fürth in Germania dal 31 maggio al 6 giugno 1993 su campi in terra rossa.

## Vincitori

### Singolare
Mikael Pernfors ha battuto in finale  Bart Wuyts con il punteggio di 6–4, 1–6, 6–3

### Doppio
Nils Holm /  Lars-Anders Wahlgren hanno battuto in finale  Ģirts Dzelde /  Vladimir Gabričidze per walkover